# Władysławów (województwo śląskie)
Władysławów – wieś w Polsce położona w województwie śląskim, w powiecie kłobuckim, w gminie Miedźno, nad rzeką Liswartą. 
Znajduje się tu wiele domów letniskowych rozsianych wzdłuż rzeki i po atrakcyjnych turystycznie terenach leśnych. W 1995 został oddany do użytku kościół pw. św. Antoniego Padewskiego. Na terenie wsi znajduje się jednostka Ochotniczej Straży Pożarnej oraz nieczynna już szkoła podstawowa, służąca obecnie lokalnej młodzieży jako miejsce do spędzania wolnego czasu. 
W latach 1975–1998 miejscowość należała administracyjnie do województwa częstochowskiego.

## Demografia
Według danych z 04.05.2010 liczba mieszkańców wsi wynosi 371 osób (w tym 198 kobiet i 173 mężczyzn).
Struktura demograficzna:
- wiek przedprodukcyjny: 86
- wiek produkcyjny: 219
- wiek poprodukcyjny: 66

## Historia
Miejscowość mimo przynależności do województwa śląskiego leży na terenach dawnej Małopolski Zachodniej.
Władysławów jest usytuowany po prawej stronie rzeki Liswarty i powstał na bazie dworku o nazwie Łęg. Dworek drewniany wybudowano na małym wzgórzu na początku XIX wieku temu w malowniczym miejscu, bezpośrednio przylegającym do rzeki. Wokół dworku rozciągała się piękna panorama zieleni łąk i kwiatów, a wśród nich wijąca się niebieską wstęgą rzeka Liswarta. Tu odskocznią niech będą dane wiarygodne w muzeum w Jędrzejowie. Jest tam szczegółowa mapa z 1788 r., na której widnieje miejscowość Borowa i jej dzielnica Sowiocha położona w widłach rzeki Liswarty i Okszy. Na tej mapie zaznaczone są również trzy młyny rzeczne w Borowej z nazwiskami właścicieli: Tałaj, Krauze i Gołąbek. Tu z wielkim uznaniem i podziwem należy stwierdzić, że w jednej miejscowości i na małej rzece mogły egzystować te młyny. Na mapie ww. Łęgu jeszcze nie ma. W minionych wiekach na terenie dzisiejszego Władysławowa były potężne lasy starodrzewu sosnowego. Lasy te zostały wykarczowane 280-300 lat temu przez tzw. Łazęgów. Łazęgowie wycięte drzewo układali w olbrzymie stosy i po obłożeniu darniną, wypalano na węgiel drzewny potrzebny dla sztuki kowalskiej i hutniczej. Wróćmy do dworku. Sielankowy nastrój dworku w Łęgu trwał do 1863 roku tzn. do powstania styczniowego. Wiosną 1863 r. Na dworek znienacka od strony Wąsosza napadły watahy carskich sotni kozackich. W obawie przed terrorem zaborcy, w dworku tym schroniło się wiele rodzin z okolicznych dworów i dworków. Miejsce schronienia było uważane za bezpieczne za względu na mało znane i odległe od najbliższych jednostek wojska carskiego. W czasie napadu według opowiadań służby dworskiej i chłopów pańszczyźnianych działy się tam dantejskie sceny. Szlachcianki w obawie przed dostaniem się w ręce okrutnych kozaków, rzucały się wraz z małymi dziećmi do głębokiego jeziora, później zniewalanego przez powódź. Po upadku Powstania Styczniowego w 1864 roku zniesiono odrabianie pańszczyzny i nastąpił ukaz carski na mocy którego chłopi użytkujący pańskie grunty, stali się jej prawowitymi właścicielami. Pańszczyznę w Łęgu odrabiało wielu chłopów z Miedźna, więc w ten sposób nabyli grunty przylegające do koryta rzeki. Grunty te były przeważnie podmokłe i piaszczyste, nieopłacalne w użytkowaniu właściciela dworu. Warto nadmienić, że ostatnim właścicielem łąki z ukazów do dziś jest mieszkaniec Miedźna- Dębińca p.Szymanek. Po zniesieniu pańszczyzny dworek podupadł i często przechodził z rąk do rąk. Ostatni właściciel p.Kuźniak podzielił majątek na dwóch synów: Władysława i Mariana. Synowie jednak zaniechali dalszego włodarzowania i w latach 1905-1906 nastąpiła parcelacja byłego dworku.
Tak więc powstały dwie wsie: Władysławów i Marianów z odrębnymi sołectwami. W obszarze obecnego sołectwa w tamtym czasie było jeszcze trzecie sołectwo w Bujecku (dawna nazwa Zbujecko). W połowie XX wieku nastąpiła reforma administracji i powstała jedna nazwa Władysławów. W tym czasie do Władysławowa dołączono Suchany należące do sołectwa Brzózki. Jak mówi legenda wojska królewskie biorące udział w ćwiczeniach zbudowały szałasy pod placami do dziś pulsującego źródełka. W czasie nagłej wichury wszystkie szałasy uległy zniszczeniu, a pozostał tylko jeden szałas, dowódcy o nazwisku Suchan, który stał się eponimem tego miejsca. W ostatnich dwóch wiekach dolinę rzeki Liswarty nawiedziły cztery olbrzymie powodzie. Było to w latach: 1824, 1939, 1997 i 2010 roku. W czasie I wojny światowej w Łęgu przez pewien czas przebywały wojska austro-węgierskie. W kampanii wrześniowej, wojska niemieckie nie przemieszczały się przez Władysławów. W 1945 roku Władysławów oswobodziła 59 Armia Pancerna dowodzona przez generałów Armii Czerwonej: Rybałko i Korownikow.
Nazwa Łęg pochodzi od dużej ilości łąk, które na skutek powodzi zostały naniesione piaskiem.

## Tradycje i obyczaje pielęgnowane w miejscowości
- Odpust parafialny
- Noc Świętojańska (Sobótka)
- Dzień strażaka
- Kultywowanie tradycji religijnych i narodowych

### Łęgowianki
Od 1986 roku na terenie wsi funkcjonuje zespół ludowy – Łęgowianki (nazwa od dawnej nazwy wsi – "Łęg"). Jego pierwszym kierownikiem został były nauczyciel Szkoły Podstawowej w Miedźnie- Witold Mazurek. Obecnie skład pod opieką p. Bogumiły Piwawarczuk prezentuje swój tradycyjny, folklorystyczny charakter na gminnych uroczystościach, a także różnych festiwalach biesiadnych.
Dnia 11 października podczas IV edycji Festiwalu Folklorystycznego Powiatu Kłobuckiego, Łęgowianki zajęły 2 miejsce, pokonując jednocześnie 8 innych zespołów.

## Sąsiednie miejscowości
Borowa, Brzózki, Izbiska, Miedźno, Nowa Wieś, Zawady